# Maladera okinoerabuana
Maladera okinoerabuana är en skalbaggsart som beskrevs av Kobayashi 1978. Maladera okinoerabuana ingår i släktet Maladera och familjen Melolonthidae. Inga underarter finns listade i Catalogue of Life.